# Balsa Nova
Balsa Nova este un oraș în Paraná (PR), Brazilia.